# DATA NO.6
『DATA NO.6』（データ・ナンバー・シックス）は、1989年3月15日に発売されたFENCE OF DEFENSEのビデオシングル。VHS規格で発売された。

## メンバー
- 北島健二：ギター
- 西村麻聡：ベース、シンセサイザー、ヴォーカル
- 山田亘：ドラム、パーカッション

## 解説
本作は業界初の「シングル・ビデオ」となっており、表題曲のほか3曲の映像が収録されている。
表題曲のMVはガイナックスによってアニメーションで制作されており、ライブ『2235 ZERO GENERATION 完結編』の日本武道館公演の際ステージのスクリーンで公開され、その後の全国ツアーでも同曲の演奏に合わせて上映された。
本作の発売と同日に日本武道館にてライブツアー『2235 ZERO GENERATION TOUR』の最終公演『2235 ZERO GENERATION 完結編』が行われた。なお、このライブの模様は同年5月にVHSとLDで映像作品化されており、2009年11月にはDVD化もされている。
2005年3月9日に発売された『FENCE OF DEFENSE CLIPS』のDVD盤には本作の他に、『video digitaglam』、『CLIPS』と共に1枚にまとめて収録された。

## 収録曲
全作曲:西村麻聡　全編曲:FENCE OF DEFENSE
1. THE DANGEROUS OPERA BEGINS
  - 作詞:CHRIS MOSDELL
2. DATA No.6
  - 作詞:K.INOJO
3. THE LOST DANCE
  - 作詞:CHRIS MOSDELL